# Donačka Gora
Donačka Gora – wieś w Słowenii, w gminie Rogatec. W 2018 roku liczyła 179 mieszkańców.